# Feuges
Feuges este o comună franceză situată în departamentul Aube, în regiunea Grand Est.

## Geografie
Satul se află la 10 minute nord de Troyes și la 95 de kilometri de Reims (Marne). Feuges aparține cantonului Arcis-sur-Aube. Este un sat mic, situat într-o zonă deluroasă, în apropierea prefecturii.

### Comune limitrofe
| Chapelle-Vallon        | Aubeterre         | Charmont-sous-Barbuise |
| Mergey                 |                   | Luyères                |
| Saint-Benoît-sur-Seine | Pont-Sainte-Marie | Vailly                 |

### Hidrografie
Comuna se află în regiunea hidrografică „Seine, de la sursa sa până la confluența cu râul Oise (exclusă)”, în cadrul bazinului hidrografic Sena-Normandia. Teritoriul său nu este traversat de niciun curs de apă.

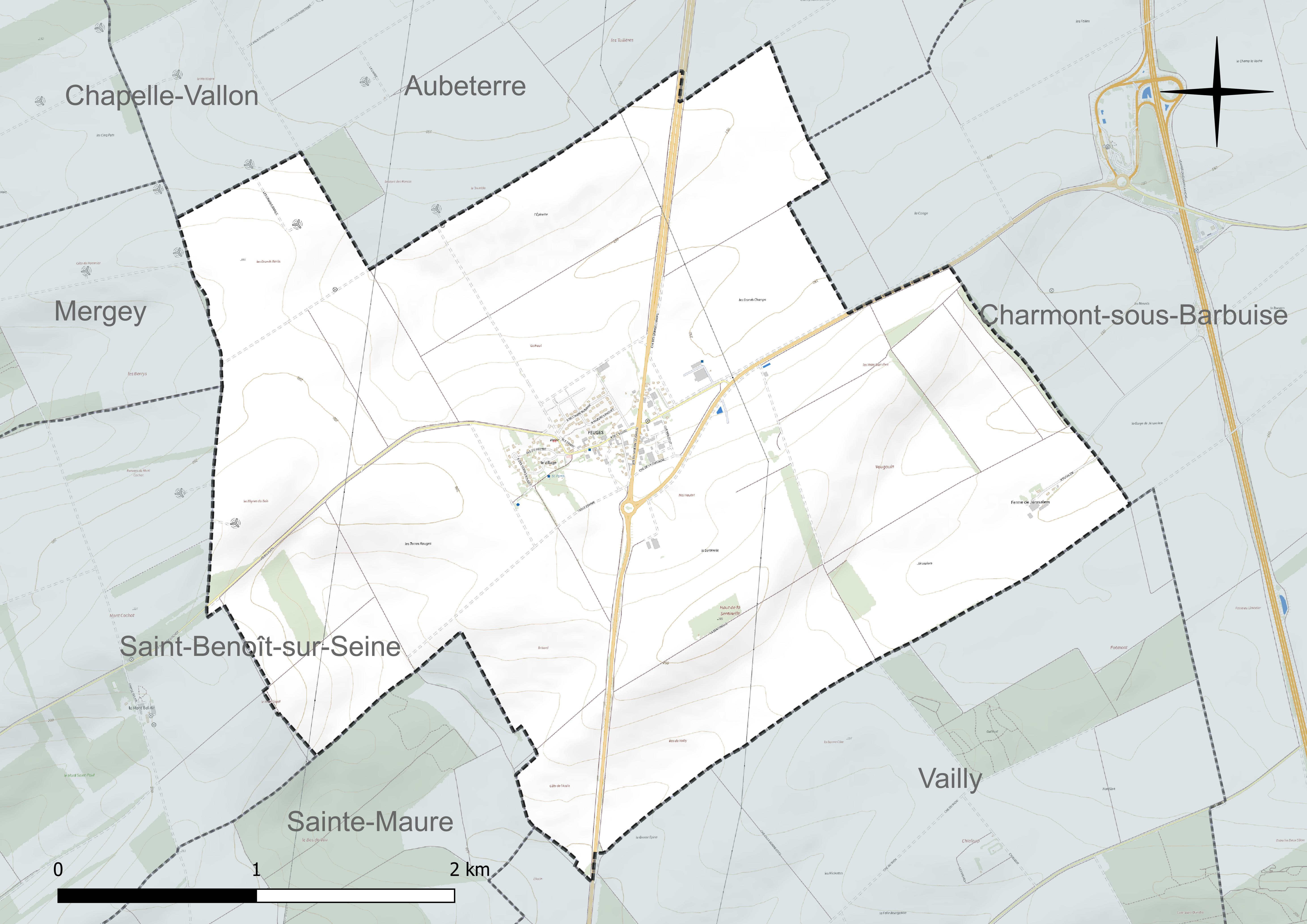
Rețeaua hidrografică a comunei Feuges

### Climat
În 2010, clima comunei era de tip oceanic degradat specific câmpiilor din Centru și Nord, conform unui studiu al CNRS bazat pe un set de date care acoperă perioada 1971-2000. În 2020, Météo-France a publicat o tipologie a climei din Franța metropolitană, conform căreia comuna are un climat oceanic și se află în regiunea climatică nord-estică a bazinului parizian. Aceasta se caracterizează printr-un nivel redus de însorire, precipitații moderate, distribuite uniform pe parcursul anului, și ierni reci (3 °C).
Pentru perioada 1971-2000, temperatura medie anuală este de 10,5 °C, cu o amplitudine termică anuală de 15,6 °C. Cantitatea medie anuală de precipitații este de 746 mm, cu 12,2 zile de precipitații în ianuarie și 8,2 zile în iulie. Pentru perioada 1991-2020, temperatura medie anuală observată la stația meteorologică situată în comuna Barberey-Saint-Sulpice la 9 km distanță în linie dreaptă, este de 11,3 °C, iar cantitatea medie anuală de precipitații este de 805,2 mm.
Pentru viitor, parametrii climatici estimati pentru comună pentru anul 2050, conform diferitelor scenarii de emisii de gaze cu efect de seră, pot fi consultati pe un site dedicat publicat de Météo-France în noiembrie 2022.

## Urbanism

### Tipologie
La 1 ianuarie 2024, Feuges este clasificată drept comună rurală cu habitat dispersat, conform noii grile comunale de densitate în 7 niveluri definită de INSEE (Institutul Național de Statistică și Studii Economice) în 2022. Comuna este situată în afara unei unități urbane. De asemenea, comuna face parte din aria metropolitană a orașului Troyes, din care face parte ca localitate de coroană. Această arie, care reunește 209 comune, este încadrată în categoria ariilor cu o populație între 200.000 și mai puțin de 700.000 de locuitori.

### Utilizarea terenurilor
Structura utilizării terenurilor în comuna Feuges, conform bazei de date europene privind ocuparea biofizică a solurilor Corine Land Cover (CLC), este caracterizată prin predominanța covârșitoare a terenurilor agricole (97 % în 2018), o proporție aproape identică cu cea din 1990 (97,7 %). Distribuția detaliată în 2018 este următoarea: terenuri arabile – 97 %, zone urbanizate – 3 %. Evoluția ocupării terenurilor în comună și a infrastructurilor sale poate fi observată pe diferitele reprezentări cartografice ale teritoriului: harta Cassini (secolul XVIII), harta de stat-major (1820-1866) și hărțile sau fotografiile aeriene ale IGN pentru perioada actuală (1950 până în prezent).

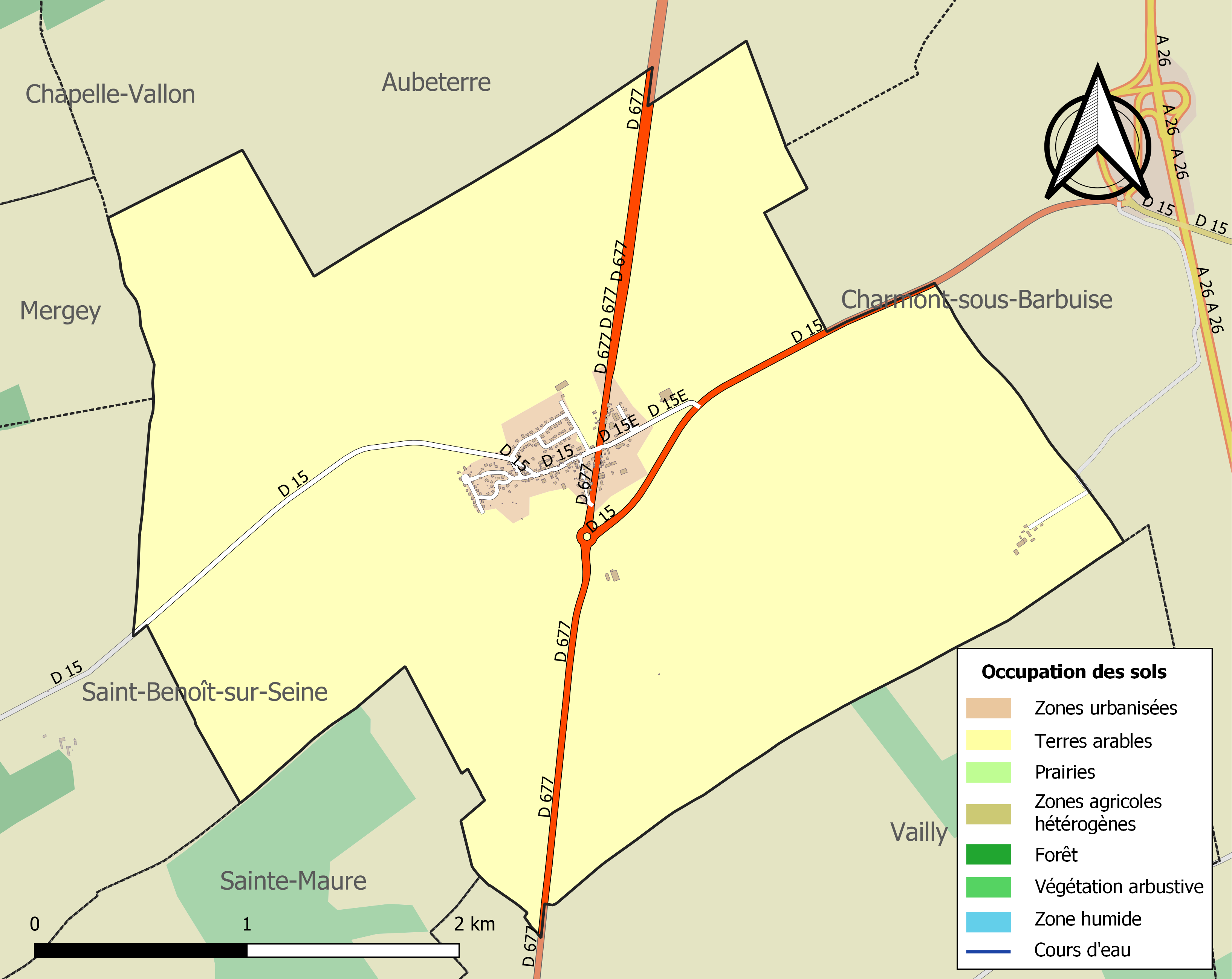
Harta infrastructurii și utilizării terenului a comunei în 2018 (CLC).

## Istorie
Domeniul a aparținut contelui de Champagne, apoi regelui; era sub autoritatea orașului Troyes înainte de a deveni un sub-fief al Chappes. Între 1122 și 1144, Hugues de Feuges și fratele său Raoul au fost seniori ai domeniului; în jurul anului 1210, Ermenjart de Feuges deținea la rândul său acest titlu. În 1399, Guiot, senior de Saint-Sépulcre, era și senior de Feuges; de atunci, seniorii de Villacerf sau de Saint-Sépulcre au fost și seniori de Feuges până la Revoluția Franceză.
În 1789, Feuges aparținea de intendența și generalitatea Châlons, precum și de bailliajul (judecătoria) din Troyes.

## Populația și societatea

### Date demografice
Evoluția numărului de locuitori este cunoscută prin recensămintele populației efectuate în comună începând din 1793. Pentru comunele cu mai puțin de 10 000 de locuitori, un recensământ al întregii populații este realizat la fiecare cinci ani, populațiile legale pentru anii intermediari fiind estimate prin interpolare sau extrapolare.
În 2022, comuna număra 332 locuitori, în creștere cu +0,61 % față de 2016 (Aube: +0,7 %, Franța fără Mayotte: +2,11 %).
| An        | 1793 | 1821 | 1841 | 1851 | 1876 | 1886 | 1901 | 1921 | 1936 | 1962 | 1982 | 2006 | 2014 | 2022 |
| --------- | ---- | ---- | ---- | ---- | ---- | ---- | ---- | ---- | ---- | ---- | ---- | ---- | ---- | ---- |
| Populație | 150  | 140  | 147  | 149  | 128  | 115  | 104  | 94   | 95   | 72   | 221  | 200  | 314  | 332  |

## Locuri și monumente

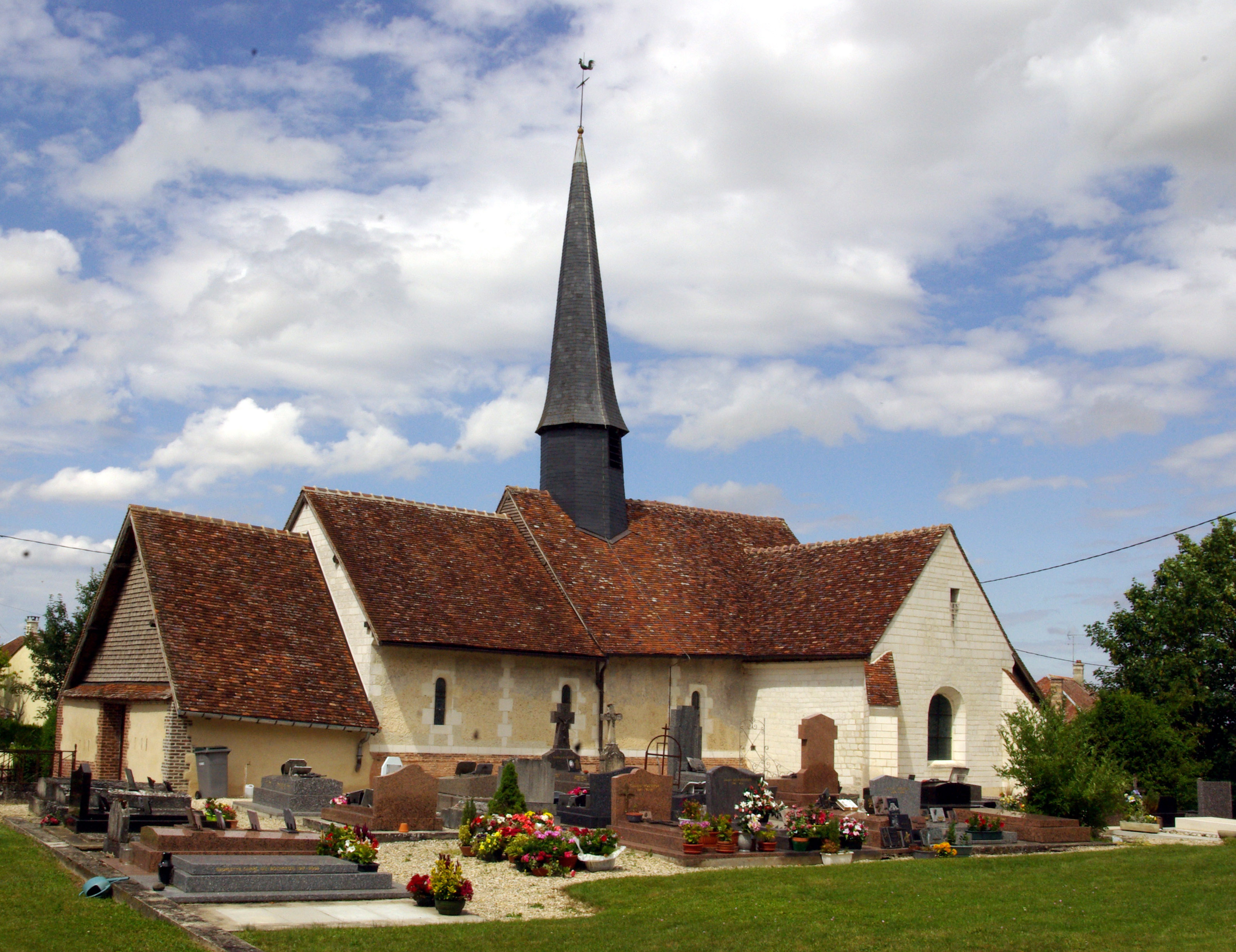
Biserica Saint-Benoît.

- Lotismentul „Haute Qualité Environnementale”, cunoscut sub numele de lotissement l’Aube Romaine.
- Biserica Saint-Benoît: este de arhitectură romanică și este clasificată ca monument istoric[26]. A fost supusă unor lucrări de renovare între anii 2000 și 2008. A fost reinaugurată pe 25 octombrie 2008 în prezența numeroșilor aleși locali. Cristul răstignit din biserică, clasat Monument Istoric la 20 decembrie 1911[27], a fost prezentat în cadrul expoziției Le Beau XVIe Siècle, care a avut loc în biserica Saint-Jean-au-Marché din Troyes. Această expoziție a atras 71.026 de vizitatori între aprilie și octombrie 2009. Cristul pe cruce a fost sculptat de Maestrul din Chaource în primul sfert al secolului al XVI-lea.

## Personalități
- Charles-Michel de L'Épée, născut la Versailles la 25 noiembrie 1712 și decedat la Paris la 23 decembrie 1789, face parte din istoria localității Feuges: a fost preot al satului și este cunoscut ca fondatorul Institutului pentru surdo-muți. În centrul localității, o stradă îi poartă numele. El a perfecționat LSF – limba semnelor franceză (în franceză Langue des signes française) – și a adus contribuții majore în sprijinul persoanelor cu dificultăți de vorbire și auz.